# دنيس موران
دنيس موران (بالإنجليزية: Dennis Moran)‏ هو لاعب دوري الرغبي أسترالي، ولد في 22 يناير 1977 في أستراليا.